# Běchovice (první tvrz)
První běchovická tvrz je zaniklé panské sídlo v Praze 9. Stála v místech zájezdního hostince Na Staré poště, východně od nové tvrze, pozdějšího Lichtenštejského dvora. Hostinec je chráněn jako kulturní památka České republiky.

## Historie
Běchovice byly poprvé zmíněny ve falzu z doby kolem roku 1227 a v papežské listině z roku 1233, kdy ves a pozemky vlastnil klášter svatého Jiří na Pražském hradě. V pramenech ze 14. století uváděná ves Waldendorf (Walhendorf, Vlachovice) obsahovala několik dvorů pražských měšťanů. Ve dvou dvorech při silnici z Prahy do Úval vznikly tvrze.
Stavebníkem starší tvrze byl pravděpodobně staroměstský měšťan Johánek Ortlův, zvaný „Domšík od Bílého zvonu“ (Staroměstské náměstí čp. 605). Domšík byl popraven roku 1413 na rozkaz německých konšelů jako přední stoupenec české strany na Staroměstské radnici. Rodový majetek pak přešel na jeho manželku Markétu a roku 1417 na syny Janka a Václava. Václav se později stal pražským kanovníkem.
Při husitských bouřích odešli bratři do emigrace a roku 1421 jejich běchovický majetek staroměstská rada zkonfiskovala a dvůr získal staroměstský měšťan Václav Bílý. Po jeho smrti roku 1427 koupil dvůr s tvrzí novoměstský měšťan Jan Holý z Příkopů, zvaný Janek Puškařík. Po jeho smrti se jeho žena Ofka provdala nejdřív za Jana z Rýzmburka a před rokem 1435 pak za Vaňka z Litožnice. Dvůr pak držela až do roku 1455. V tom roce král Ladislav daroval dvůr jako odúmrť po Domšíkovi Janovi ze Zbyslavice. Poté se majitelé střídali, až jej získali roku 1567 Zápští ze Záp.
Tvrz zanikla pravděpodobně při husitských bouřích kolem roku 1420.

### Zájezdní hostinec
Na místě dvora s tvrzištěm vznikl zájezdní hostinec, později zvaný Na Staré poště.